# Jaroslav Drahokoupil
Jaroslav Drahokoupil (9. listopadu 1915 Dymokury u Poděbrad – ?) byl československý politik a politický vězeň souzený v 50. letech 20. století v politickém monstrprocesu Kolín, Weiland a spol.

## Život a činnost
Narodil se 9. listopadu 1915 v Dymokurech u Poděbrad. Po absolvování obchodní akademie nastoupil do zaměstnání ve spořitelně v Bratislavě, kde pracoval do roku 1939. V době okupace byl zaměstnán ve spořitelně ve Smiřicích. Po válce nastoupil jako prokurista do okresní spořitelny v Jablonci nad Nisou, odkud byl odvolán po únorovém převratu v roce 1948. Ve spořitelně zůstal jako řadový pracovník až do svého zatčení o rok později. V roce 1945 vstoupil do Československé strany lidové. Také byl v ROH.

### Zatčení, obžaloba, rozsudek
Jaroslav Drahokoupil byl zatčen a převezen do liberecké vazební věznice 23. prosince 1949. Při domovní prohlídce nebylo nalezeno nic podstatného, přesto byl obviněn z trestného činu velezrady a vyzvědačství. Konkrétně byl viněn z toho, že se stal v červenci 1949 členem Kolínovy ilegální trojky. Podle vyšetřovatelů se účastnil schůzek skupiny v bytě Růženy Koškové, kde měl být zasvěcen do činnosti teroristické organizace. Byl odsouzen k trestu odnětí svobody na 18 let. Navíc mu byl uložen peněžní trest ve výši 10 000 Kčs a došlo ke konfiskaci celého jeho majetku. Také ztratil čestná práva občanská na dobu 10 let.

### Vězení, osud a propuštění
Jaroslav Drahokoupil nastoupil k výkonu trestu 21. července 1950 ve věznici Mírov, kde byl vězněn do roku 1956. Tři následující roky strávil v NPT Ilava. V květnu 1958 byl převezen do věznice v Leopoldově, kde zůstal až do svého propuštění na amnestii prezidenta republiky v roce 1960.
Jaroslav Drahokoupil a jeho příbuzná žádali o milost prezidenta republiky a podávali stížnosti na rozsudek Státního soudu z roku 1950. V roce 1954 byl Jaroslavu Drahokoupilovi snížen trest na 12 let na základě amnestie prezidenta republiky. Důvodem byl velmi špatný zdravotní stav vězně, který trpěl výdutí, záchvaty a astmatem.
K revizi trestního řízení došlo na žádost Jaroslava Kolína, Jaroslava Štadtherra, Antonína Beršíka a Jana Přibyla v roce 1956. 28. listopadu 1956 došlo k výslechu Jaroslava Drahokoupila ve věznici Mírov. Drahokoupil se přiznal, že se s Jaroslavem Kolínem přátelsky stýkal. V únoru 1958 projednával Krajský soud v Liberci žádost o obnovu trestního řízení podanou Jaroslavem Drahokoupilem a dalšími uvězněnými. Jejich žádost byla zamítnuta.
Jaroslav Drahokoupil byl propuštěn až na amnestii prezidenta republiky z 9. května 1960. O propuštění rozhodoval Krajský soud v Nitře. Byl mu prominut zbytek trestu 7 roků 7 měsíců a 14 dní. Také mu byl odpuštěn trest ztráty čestných práv občanských.  
Z vězení vyšel Jaroslav Drahokoupil dne 10. května 1960 jako velmi nemocný člověk. Zbytek zkušební doby mu byl prominut v neveřejném zasedání rozhodnutím předsedy Krajského soudu v Praze Františka Veselého 16. prosince 1965. 
Po propuštění bydlel u své manželky Marie v Liberci.